# Sleepy Brown
Patrick Leroy Brown, detto Sleepy (Savannah, 24 gennaio 1970), è un rapper e produttore discografico statunitense.

## Biografia
Originario della Georgia, è membro del team di produzione Organized Noize assieme a Rico Wade e Ray Murray. Il gruppo è associato alla LaFace Records.
Nel 1995 ha pubblicato il suo primo album.
Negli anni 2000 si è concentrato prevalentemente sulla produzione discografica, comparendo in registrazioni musicali di altri artisti. Ha collaborato con Ludacris, OutKast, Killer Mike, Beyoncé, Big Boi, Pharrell Williams e altri.

## Discografia

### Album in studio
- 1995 - Society of Soul - Brainchild
- 1998 - Sleepy's Theme - The Vinyl Room
- 2004 - Phunk-O-Naut
- 2006 - Mr. Brown
- 2012 - Sex, Drugs, & Soul
- 2021 - The Big Sleepover (con Big Boi)

### Singoli
- 2004 - I Can't Wait
- 2006 - Margarita (feat. Big Boi e Pharrell Williams)

Come artista ospite
- 2002 - Saturday (Oooh! Oooh!) (Ludacris feat. Sleepy Brown)
- 2002 - Land of a Million Drums (Outkast feat. Killer Mike e Sleepy Brown)
- 2003 - A.D.I.D.A.S. (Killer Mike feat. Big Boi e Sleepy Brown)
- 2003 - The Way You Move (Outkast feat. Sleepy Brown)
- 2005 - The Otherside (Bubba Sparxxx feat. Sleepy Brown)
- 2006 - Morris Brown (Outkast feat. Sleepy Brown)